# John Hughes (scenografo)
John Hughes (Kansas City, 23 maggio 1882 – Los Angeles, 2 ottobre 1954) è stato uno scenografo statunitense molto apprezzato che lavorò per il cinema, usando occasionalmente anche il nominativo puntato John J. Hughes.
In tre occasioni, fu candidato all'Oscar alla migliore scenografia.

## Biografia
Nacque nel Missouri, a Kansas City, nel 1882. Negli anni venti, cominciò la sua carriera di scenografo cinematografico che sarebbe durata per trent'anni.
Venne candidato all'Oscar per i film Il sergente York, This Is the Army, Il pilota del Mississippi.

## Filmografia
- Passion Fruit, regia di John E. Ince (John Ince) (1921)
- Youth to Youth, regia di Émile Chautard (1922)
- June Madness, regia di Harry Beaumont (1922)
- Desire, regia di Rowland V. Lee (1923)
- A Fool's Awakening, regia di Harold M. Shaw (1924)
- A Boy of Flanders, regia di Victor Schertzinger (1924)
- Revelation, regia di George D. Baker (1924)
- Little Robinson Crusoe, regia di Edward F. Cline (1924)
- The Rag Man, regia di Edward F. Cline (1925)
- Déclassé, regia di Robert G. Vignola (1925)
- The Marriage Whirl, regia di Alfred Santell (1925)
- Mademoiselle Modiste, regia di Robert Z. Leonard (1926)
- The Cruise of the Jasper B, regia di James W. Horne (1926)
- The Yankee Clipper, regia di Rupert Julian (1927)
- The Noose, regia di John Francis Dillon (1928)
- Il fiume stanco (Weary River), regia di Frank Lloyd (1929)
- La studentessa dinamica (Hot Stuff), regia di Mervyn LeRoy (1929)
- The Girl in the Glass Cage, regia di Ralph Dawson (1929)
- Il principe amante (Drag), regia di Frank Lloyd (1929)
- Numbered Men, regia di Mervyn LeRoy (1930)
- Dall'ombra alla luce (Road to Paradise), regia di William Beaudine (1930)
- Sunny, regia di William A. Seiter (1930)
- La sferzata (The Lash), regia di Frank Lloyd (non accreditato) (1930)
- Birichina del gran mondo (The Naughty Flirt), regia di Edward F. Cline
- Misbehaving Ladies, regia di William Beaudine (1931)
- Party Husband, regia di Clarence G. Badger (1931)
- The Reckless Hour, regia di John Francis Dillon (1931)
- The Star Witness, regia di William A. Wellman  (1931)
- The Bargain, regia di Robert Milton (1931)
- I Like Your Nerve, regia di William C. McGann (1931)
- Penrod and Sam, regia di William Beaudine  (1931)
- La sposa nella tempesta (A House Divided), regia di William Wyler (1931)
- Law and Order, regia di Edward L. Cahn (1932)
- The Cohens and Kellys in Hollywood, regia di John Francis Dillon (1932)
- Night World, regia di Hobart Henley (1932)
- Sherlock Holmes, regia di William K. Howard (1932)
- The Big Shakedown, regia di John Francis Dillon
- Un popolo in ginocchio (Massacre), regia di Alan Crosland (1934)
- Journal of a Crime, regia di William Keighley (1934)
- Harold Teen, regia di Murray Roth (1934)
- Smarty, regia di Robert Florey (1934)
- Midnight Alibi, regia di Alan Crosland (1934)
- Service with a Smile, regia di Roy Mack - cortometraggio (1934)
- The Personality Kid, regia di Alan Crosland (1934)
- The Man with Two Faces, regia di Archie Mayo (1934)
- Good Morning, Eve!, regia di Roy Mack - cortometraggio (1934)
- Desirable, regia di Archie L. Mayo (1934)
- Il lupo scomparso (The Case of the Howling Dog), regia di Alan Crosland (1934)
- Verso la felicità (Happiness Ahead), regia di Mervyn LeRoy (1934)
- Kansas City Princess, regia di William Keighley (1934)
- Babbitt, regia di William Keighley (1934)
- What, No Men?, regia di Ralph Staub (1935)
- The White Cockatoo, regia di Alan Crosland (1935)
- Maybe It's Love, regia di William C. McGann (1935)
- Black Fury, regia di Michael Curtiz (1935)
- La pattuglia dei senza paura ('G' Men), regia di William Keighley (1935)
- Canzoni appassionate (Go Into Your Dance), regia di Archie L. Mayo e, non accreditati, Michael Curtiz e Robert Florey (1935)
- Dinky, regia di Howard Bretherton, D. Ross Lederman (1935)
- The Girl from 10th Avenue, regia di Alfred E. Green (1935)
- Miss prima pagina (Front Page Woman), regia di Michael Curtiz (1935)
- La riva dei bruti (Frisco Kid), regia di Lloyd Bacon (1935)
- Brume (Ceiling Zero), regia di Howard Hawks (1936)
- La foresta pietrificata (The Petrified Forest), regia di Archie L. Mayo (1936)
- La carica dei seicento (The Charge of the Light Brigade), regia di Michael Curtiz (1936)
- Call It a Day, regia di Archie L. Mayo (1937)
- The Patient in Room 18, regia di Bobby Connolly, Crane Wilbur (1938)
- Bandiere bianche, regia di Edmund Goulding (1938)
- Love, Honor and Behave, regia di Stanley Logan (1938)
- Quattro figlie (Four Daughters), regia di Michael Curtiz (1938)
- Missione all'alba (The Dawn Patrol), regia di Edmund Goulding (1938)
- The Kid from Kokomo, regia di Lewis Seiler (1939)
- Profughi dell'amore (Daughters Courageous), regia di Michael Curtiz (1939)
- A Child Is Born, regia di Lloyd Bacon (1939)
- Four Wives, regia di Michael Curtiz (1939)
- Il castello sull'Hudson (Castle on the Hudson), regia di Anatole Litvak (1940)
- Strada maestra (They Drive by Night), regia di Raoul Walsh (1940)
- Non è tempo di commedia (No Time for Comedy), regia di William Keighley (1940)
- I pascoli dell'odio (Santa Fe Trail), regia di Michael Curtiz (1940)
- Il sergente York (Sergeant York), regia di Howard Hawks (1941)
- La storia del generale Custer (They Died with Their Boots On), regia di Raoul Walsh (1941)
- L'uomo questo dominatore (The Male Animal), regia di Elliott Nugent (1942)
- I tre furfanti (Larceny, Inc), regia di Lloyd Bacon (1942)
- Il terrore di Chicago (The Big Shot), regia di Lewis Seiler (1942)
- Arcipelago in fiamme (Air Force), regia di Howard Hawks (1943)
- This Is the Army, regia di Michael Curtiz (1943)
- L'amica (Old Acquaintance), regia di Vincent Sherman (1943)
- Il pilota del Mississippi (The Adventures of Mark Twain), regia di Irving Rapper (1944)
- Berlino Hotel (Hotel Berlin), regia di Peter Godfrey (1945)
- Le tigri della Birmania (God Is My Co-Pilot), regia di Robert Florey (1945)
- I fuggitivi delle dune (Escape in the Desert), regia di Edward A. Blatt (1945)
- Rapsodia in blu (Rhapsody in Blue), regia di Irving Rapper (1945)
- Cinderella Jones, regia di Busby Berkeley (1946)
- Notte e dì (Night and Day), regia di Michael Curtiz (1946)
- Il tesoro della Sierra Madre (The Treasure of the Sierra Madre), regia di John Huston (1948)
- La vita a passo di danza (Look for the Silver Lining), regia di David Butler (1949)
- One Last Fling, regia di Peter Godfrey (1949)
- La cosa da un altro mondo (The Thing from Another World), regia di Christian Nyby e, non accreditato, Howard Hawks (1951)